# Alfredo Melli
Alfredo Melli (Ferrara, 23 aprile 1870 – Padova, 19 maggio 1952) è stato un giornalista italiano, direttore de "Il Veneto" di Padova per quasi un quarantennio.

## Biografia
Nato da Augusto Melli e da Adele Frascati, israelita, sposò nel 1896 la cattolica Adele Mazzucato con rito canonico, dalla quale ebbe quattro figlie: Anna, Adelina, Lisetta e Tiziana.
Di famiglia modesta, aveva iniziato da garzoncello di tipografia presso il quotidiano Il Veneto di Padova (creato il 24 aprile 1888 sotto la direzione di Gualtiero Belvederi), portando in una cassettina le bozze da correggere ai 	redattori negli uffici al piano di sopra. Appassionato alla cronaca e dotato di acuto intuito, autodidatta e pieno di passione per la professione, divenne pubblicista, poi giornalista, e percorse in pochi anni tutta la scala gerarchica, fino a diventarne direttore nel marzo 1907 e mantenendo tale ruolo per i successivi trent'anni.
Il 7 gennaio 1911 diede vita, come emanazione de “Il Veneto”, al settimanale “La Voce” (dei Campi e dei Mercati), per venire incontro al movimento 	industriale e commerciale di Padova e della provincia e per mettere in 	discussione e illustrare gli argomenti di maggiore interesse per la città. Altro 	arricchimento per il giornale fu poi la pagina con “Il Veneto dei Bambini”.

### La Prima Guerra Mondiale
Durante la Grande Guerra (1915-1918), Padova venne a trovarsi in una situazione particolarmente delicata per la sua vicinanza con le zone di 	operazione. Il Melli, impossibilitato per l'età e per le condizioni fisiche a prendere le armi, si mise ugualmente a disposizione delle Autorità Militari ed 	ottenne di potersi recare numerose volte al fronte, per dare ai lettori, con i suoi articoli, il maggior senso possibile di fiducia e serenità. Dopo la disfatta di Caporetto, quando il Comando Supremo venne trasferito a Padova, la situazione della città divenne assai critica. Il Melli, fatti partire i familiari per Roma, pur senza redattori, senza operai, senza luce e con pochissima carta, provvide da solo a scrivere, comporre, stampare il giornale ed a portarlo ogni giorno nelle edicole, perché i pochi padovani rimasti si sentissero affiancati e sorretti in una delle ore più difficili. Per meglio comprendere in quali condizioni il Melli lavorasse, basta ricordare che in quel periodo le incursioni nemiche su Padova si ripetevano ogni notte e che le bombe lasciate cadere sulla città furono ben 912.
A sorreggere il Melli in simile periodo, non c'era che la fede nella vittoria delle 	armi italiane; fede che talvolta diveniva disperata, di fronte alle notizie tragiche 	e all'esodo dalle terre invase che si svolgeva incessantemente attraverso il Veneto in parte occupato. Egli non aveva alcun interesse da sorvegliare: né un patrimonio che non esisteva, né tanto meno la speranza di realizzare guadagni in una città spopolata e sotto la minaccia del nemico. Aveva soltanto una fede incrollabile ed un incrollabile senso del dovere, che lo fecero rimanere sempre al suo posto, come un combattente chiamato alla difesa.

La lettera del Generale Senatore Boriani, che per molti anni tenne il 	comando, prima della Divisione Militare e poi della Piazza Militare di Padova, scritta il 13 ottobre 1938, ad un mese di distanza dal 14 settembre, giorno in cui il Melli , in seguito ai provvedimenti razziali, dovette lasciare la direzione de “Il Veneto”, ne costituisce la più ambita testimonianza: 

Sempre durante la prima Guerra Mondiale, il Melli si preoccupò, con i preposti 	all'approvvigionamento della città, affinché alla popolazione non mancasse nulla di quanto le abbisognava. A gestione chiusa, il Sindaco di allora, On.le 	Giovanni Milani, indirizzava al Melli una lettera in cui si legge: 

	Il 14 dicembre 1916, il Presidente del Comitato di Padova della Croce Rossa 	Italiana, nel partecipare al Melli il conferimento della Medaglia d'oro, scriveva: 	
	Nell'immediato dopo guerra, quando la nazione cercava di radunare le migliori 	energie per una rivalutazione economica del Paese, il giornale “Il Veneto” 	appoggiò validamente l'istituzione della Fiera Campionaria di Padova, la prima 	sorta in Italia. In tale occasione, il Melli fu chiamato dal Ministro dell'Industria 	e Commercio a rappresentare il Ministero stesso in seno al Comitato degli Enti 	Pubblici che avevano concorso perché la Fiera potesse venire effettuata.
	Dal 15 dicembre 1919 “Il Veneto”, da “corriere cittadino e provinciale”, 	divenne “organo della regione” con speciali redazioni a Venezia, Treviso, 	Vicenza, Verona, Rovigo e corrispondenti da Belluno ed Udine.

### Il Ventennio
Il 27 febbraio 1922 vide la luce un foglio, il “Veneto Sportivo", che ogni lunedì 	si sarebbe rivolto al rinato spirito sportivo dei giovani del dopoguerra.
	Fra le iniziative intraprese personalmente dal Melli attraverso il giornale, sono 	da ricordare:
- la sottoscrizione iniziata subito dopo la scoperta del siero antidifterico, per procurare all'Istituto Profilattico la somma necessaria per l'acquisto del siero a beneficio dei poveri;
- la costruzione di due casette da assegnarsi a “famiglie poverissime” scelte dalla locale Congregazione di Carità;
- la campagna a favore della costruzione di Quartieri Operai;
- la propaganda e le sottoscrizioni promosse per mandare al mare ed ai monti i figli dei combattenti della Guerra Mondiale 1915-1918 e i giovani dell'Istituto Infanzia Abbandonata;
- la sottoscrizione popolare “della palanca”, per l'apposizione di una corona di bronzo sul monumento alla memoria dei primi feriti di guerra trasportati e deceduti a Padova, fatto erigere dal Sindaco Leopoldo Ferri nel cimitero maggiore della città ed inaugurato il 2 novembre 1915 (primo ed allora unico monumento ai Caduti d'Italia);
- la lotta aspra e lunga combattuta contro i proprietari delle case equivoche che formavano il nucleo dei quartieri centrali, per il risanamento morale ed edilizio del cuore di Padova.

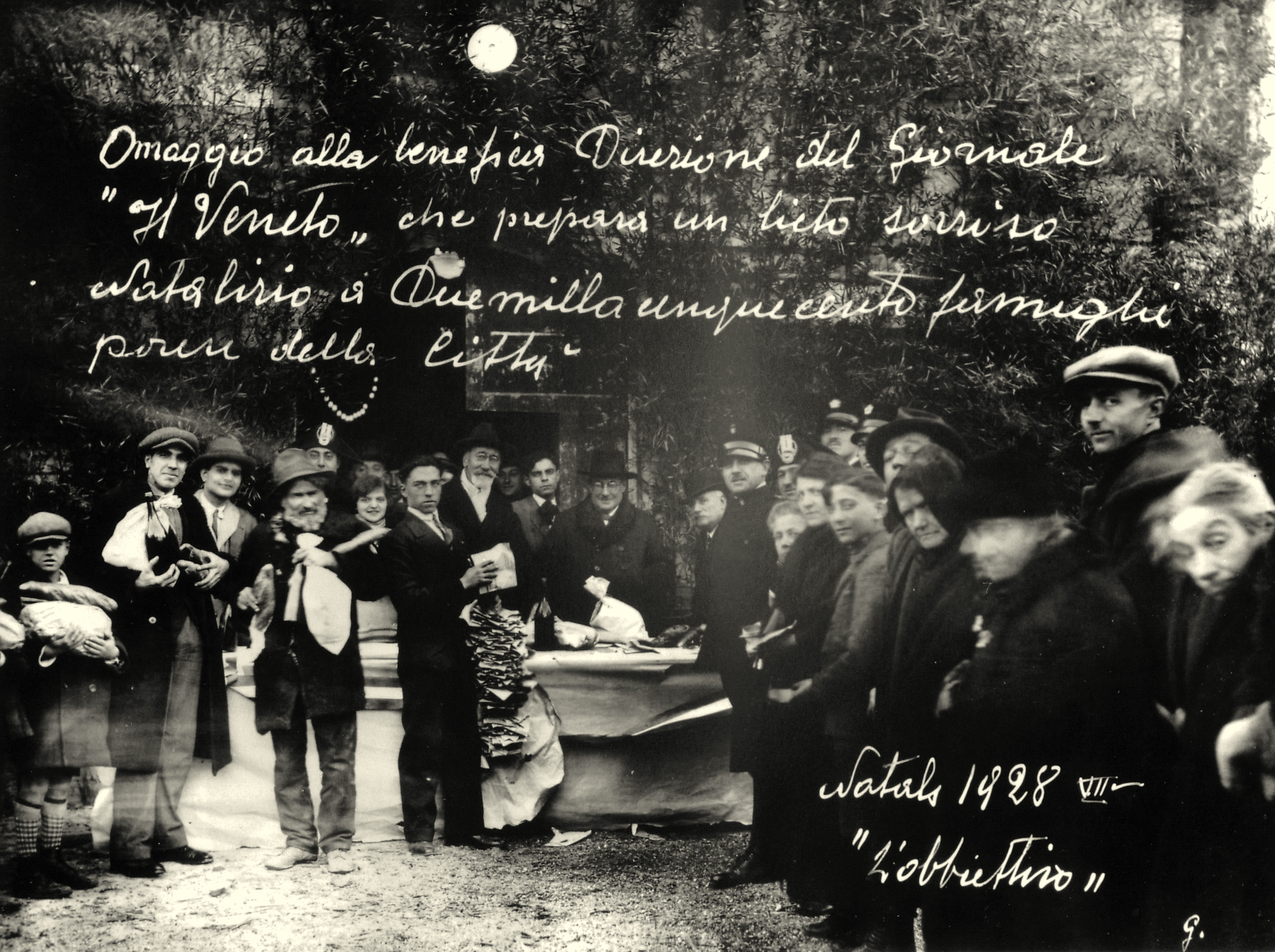
Foto scattata a Padova in occasione del Pranzo di Natale del 1928. Alla destra di Alfredo Melli, con sciarpa bianca, pizzo e baffi, è Italo Szathvary, suo consuocero.

### Il Pranzo di NataleAlfredo Melli
Nel dicembre 1905, quando l'Istituto Profilattico poté disporre di fondi propri per l'opera medica, il Melli pensò di iniziare, con quel denaro che continuava a pervenire al suo 	giornale, una tradizione volta ad esclusivo sollievo dei poveri: la distribuzione di un canestro con il pranzo natalizio a quattordicimila persone bisognose. Fra gli aderenti a questa benefica iniziativa, figurarono per molti anni S.M. Il Re 	Imperatore e S.E. Benito Mussolini. Molto spesso, essendo la somma insufficiente e non volendo diminuire il numero dei beneficati, il direttore del giornale faceva fronte personalmente alle esigenze del bilancio.
(L'iniziativa venne poi proseguita nel tempo dal “Comitato Pranzo di Natale Alfredo Melli” grazie all'impegno ed alla generosità della figlia Tiziana, che destinò un ingente lascito al Comune di Padova quando morì nel 2005, n.d.r.).

### I rapporti con la città e le Istituzioni
Il giornale svolse opera pregevole per accrescere l'importanza scientifica dell'Università. I vari Rettori, succedutisi nel lungo periodo in cui il Melli tenne la direzione de Il Veneto, ebbero parole di plauso per l'opera svolta dal giornale.
Il Veneto fu tra i giornali che compresero nelle ore della vigilia la forza che il fascismo avrebbe rappresentato nella vita della Nazione. Riconoscendo in tale movimento i segni della rinascita che aveva sempre ardentemente sperato, ne 	fiancheggiò l'azione con completa e fattiva obbedienza.
Nel 1931 Il Veneto veniva dichiarato organo ufficiale della Federazione dei Fasci di Combattimento di Padova.
Oltre che ai diversi problemi prospettati dal nuovo ritmo di vita, il giornale 	rivolse a tutte le Istituzioni del Partito la massima attenzione.
Il 2 aprile 1932 il Presidente del Comitato Provinciale di Padova dell'O.N.B., scriveva al Melli: 

Così pure la Sezione Mutilati di Padova ebbe molte volte ad esprimere, a mezzo del suo Presidente Consigliere Nazionale Ing. Carlo Griffey, la sua riconoscenza per quanto il Melli cercò sempre di fare per un giusto riconoscimento dei sacrifici dei Mutilati, specialmente nel penoso periodo precedente la Marcia su Roma. Il 29 luglio 1932, il Presidente Griffey scriveva: 
 Al Melli venne pure assegnato il Diploma di Benemerenza della Sezione Mutilati di Padova.
Il 20 ottobre 1933, S.E. Renato Ricci, allora Sottosegretario all'Educazione Nazionale, scriveva al Melli: 
Il Melli per molti anni fece parte della Giunta Esecutiva della Federazione Nazionale Fascista degli Editori dei Giornali. In seno alla stessa, portò sempre 	la nota di uomo pratico che faceva tesoro dell'esperienza accumulata in tanti anni di lavoro in una città di provincia, dove l'azienda giornalistica aveva risentito più che altrove dei contraccolpi della crisi mondiale.
L'opera svolta dal suo giornale per sedici anni del Regime Fascista testimonia la sua fede politica. Durante la carriera giornalistica del Melli si succedettero a Padova 24 Prefetti, tre dei quali (Mormino, Ramaccini e Celi) in periodi particolarmente caratteristici: con loro il contatto fu quasi quotidiano. Idem per i Segretari Federali Paolo Boldrin, Francesco Bonsembiante ed Agostino Podestà, che riposero in lui sempre la massima fiducia, mantenendo rapporti non soltanto di leale cameratismo, ma anche di affettuosa amicizia. Il Melli, che aveva sempre battagliato per un maggiore e giusto riconoscimento 	dei diritti del popolo, appoggiò con tutto il suo entusiasmo l'opera che il Regime si accingeva a svolgere nel campo della Previdenza Sociale. Comprese 	con gioia che il Partito Fascista avrebbe finalmente potuto mettere in atto e completare quelle iniziative sporadiche che non potevano dare al popolo una sicura sistemazione previdenziale. Venne prescelto con altre undici persone in tutta Italia ed insignito il 21 aprile 1937 della “Medaglia dei Benemeriti della Previdenza Sociale” conferitagli dal Comm. Medolaghi, Direttore Generale dell'Istituto.
Il Veneto era Melli e Melli era Il Veneto. Di lui molti ricordarono la sua aperta faccia ridente di galantuomo, il suo sorriso buono, il fulgore degli occhi dietro le lenti che acutizzavano lo scintillio arguto ed intelligente delle pupille. La sua vita luminosa, la sua inesausta gioia di dare restarono stampate nella raccolta del giornale, che riportò i palpiti del popolo, perché di esso egli si interessava.

### La persecuzione razziale
Pur essendo israelita, (si convertì il 30 giugno del 1941, per poter essere unito 	anche nella sepoltura alla moglie, cattolica, che adorava), era considerato di 	casa dai Frati del Santo e divenne amico del Vescovo di Padova S.E. Mons. Elia Dalla Costa, che lo propose per la Commenda dei SS. Maurizio e Lazzaro.
	Il fascismo, con la lotta razziale del 1938 non lo risparmiò. A pochi mesi dalla 	morte della figlia Lisetta gli fu tolto anche il giornale cui egli apparteneva da 	mezzo secolo.
	Venne mandato via senza nemmeno una parola di saluto su “Il Veneto”.
	Per sette durissimi anni subì la spietata e feroce persecuzione razziale. Ma la 	superò, perché nessun padovano ebbe a mancare del doveroso rispetto a 	quest'uomo degno.
	Colpito da grave malattia, riuscì miracolosamente a riprendersi e, appena poté, 	nel 1945, rientrò nel giornalismo. Diventò  Presidente dell'Associazione 	Stampa Padovana e consigliere dell'I.N.P.G.I., attorniato dai molti giornalisti 	formatisi alla sua scuola. Visse i suoi ultimi sette anni con tutto il suo 	entusiasmo, al lavoro davanti alla scrivania, adoperandosi affinché, nel 	rinascere delle iniziative del dopoguerra, l'opera dei suoi colleghi più giovani 	fosse riconosciuta ed apprezzata. La sua resta una figura indimenticabile per 	quell'inesausto desiderio di dare, di beneficare senza misurare mai, facendo 	assurgere il giornalismo a scuola di profonda umanità, di grande, illuminata       	bontà.

## Fonti
- L'opera di Alfredo Melli nel giornalismo del 1915-18, Tiziana Melli

## Rimembranze
Ad Alfredo Melli è intitolata una via in zona Pontevigodarzere a Padova.